# Jardines de Walter Benjamin

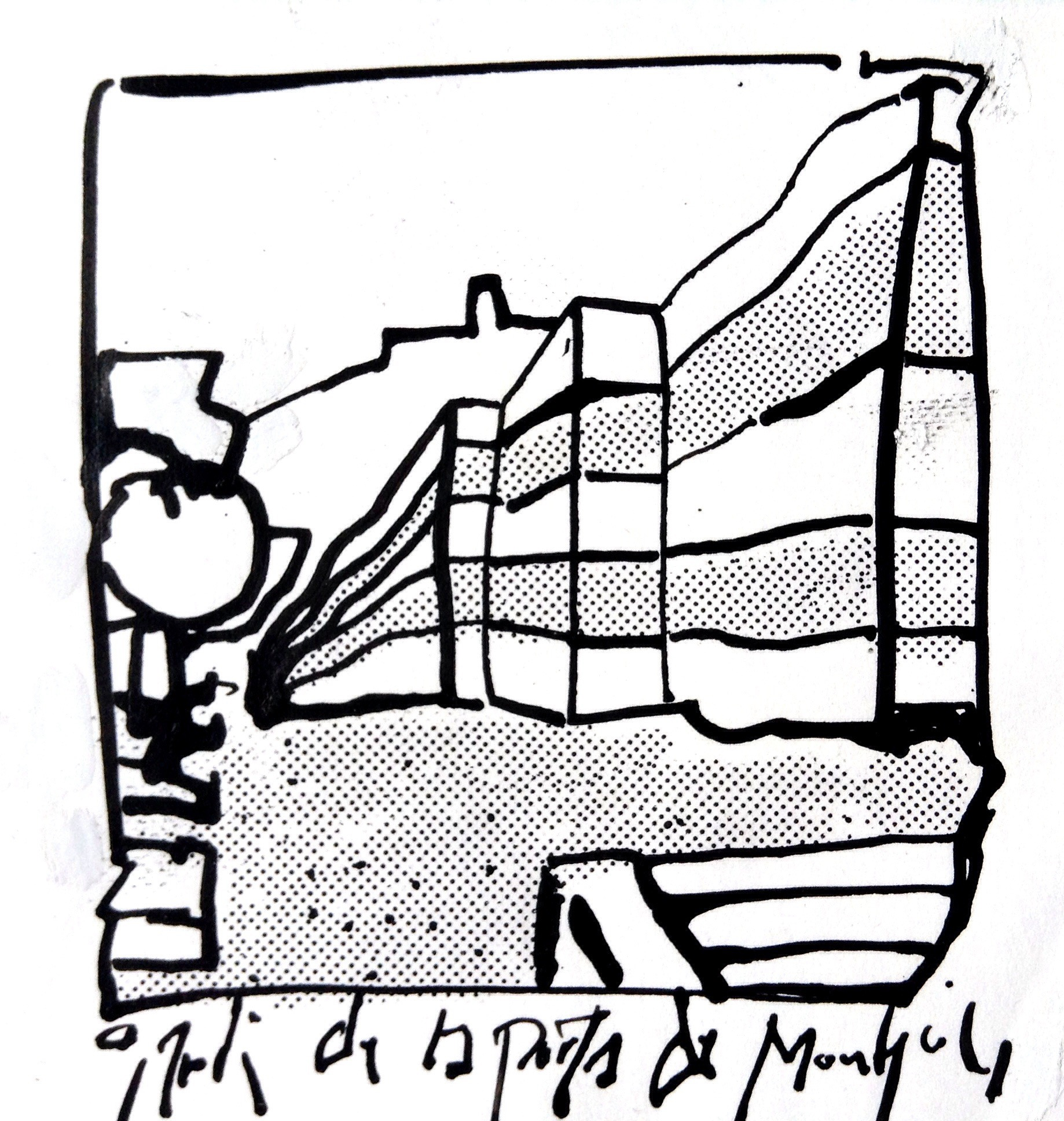
Dibujo del muro Jardines de W.Benjamin - D.Navas (1981)

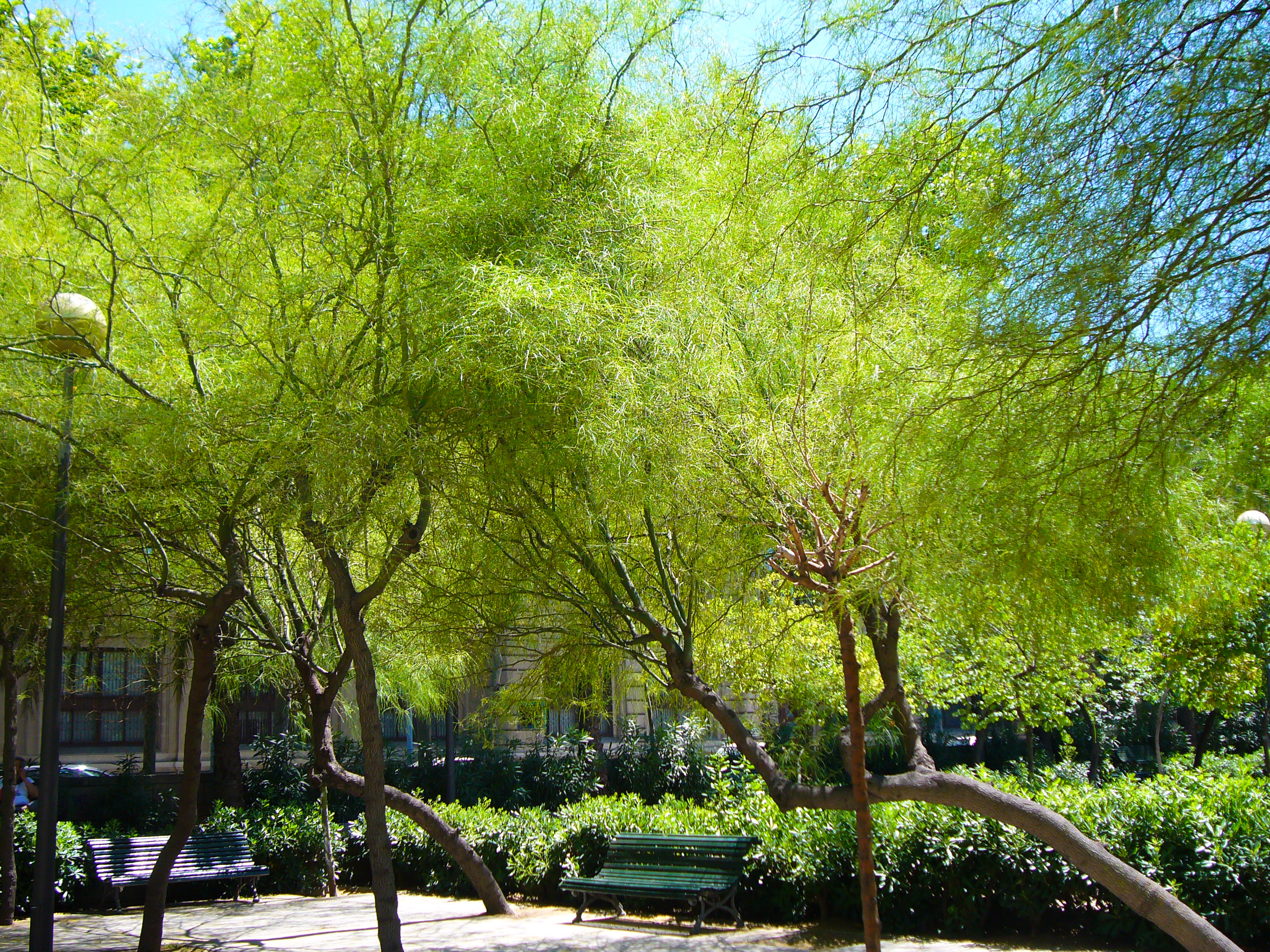
Espacio interior

Los jardines de Walter Benjamin se encuentran en la avenida de Josep Carner en el distrito de Sants-Montjuic de Barcelona. Reciben el nombre del filósofo y ensayista alemán Walter Benjamin (1892-1940) integrado en el pensamiento de la Escuela de Frankfurt.. Fueron creados en 1981 con un proyecto de los arquitectos Daniel Navas, Neus Solé e Imma Jansana dentro de un plan para mejorar los accesos a la montaña de Montjuïc y contribuir a la continuidad del verde desde Atarazanas hasta su enlace con los Jardines de la Exposición de 1929.

## Historia

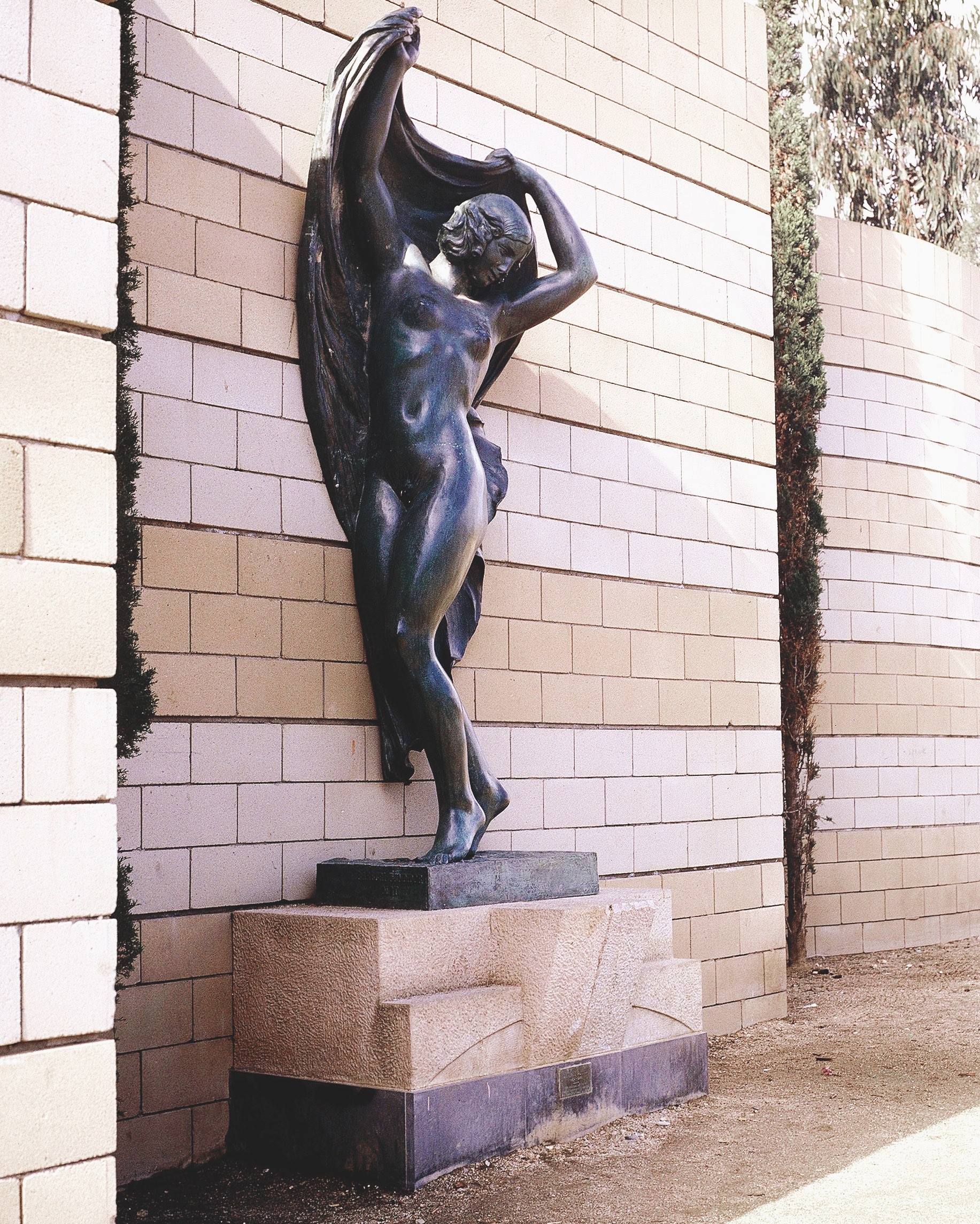
Incorporación de la escultur
a de Antoni Alsina de 1929 al proyecto de 1982

Están ubicados en una zona límite de la trama urbana: el frente marítimo y la montaña de Montjuic, lugar donde habían proliferado, desde las postrimerías del ochocientos, almacenes del transporte marítimo y almacenamiento de carbón.
Hoy, sigue el eje vertebrador de la Barcelona Neoclásica en la perspectiva que desde el Parque de la Ciudadela, nos acerca a la montaña de Montjuic. La actuación se inscribe en los prolegómenos de la etapa "Del plan al proyecto" que Oriol Bohigas definiría en su libro «Reconstrucción de Barcelona» donde aparece este espacio con el título de «Jardines de la Puerta de Montjuic» nombre que los autores de estos jardines le dan en referencia a la antigua puerta de la muralla y que todavía hoy, puede apreciarse en la grafía que acompaña algunos de los sillares de piedra de Montjuic de los accesos al jardín.

## Descripción

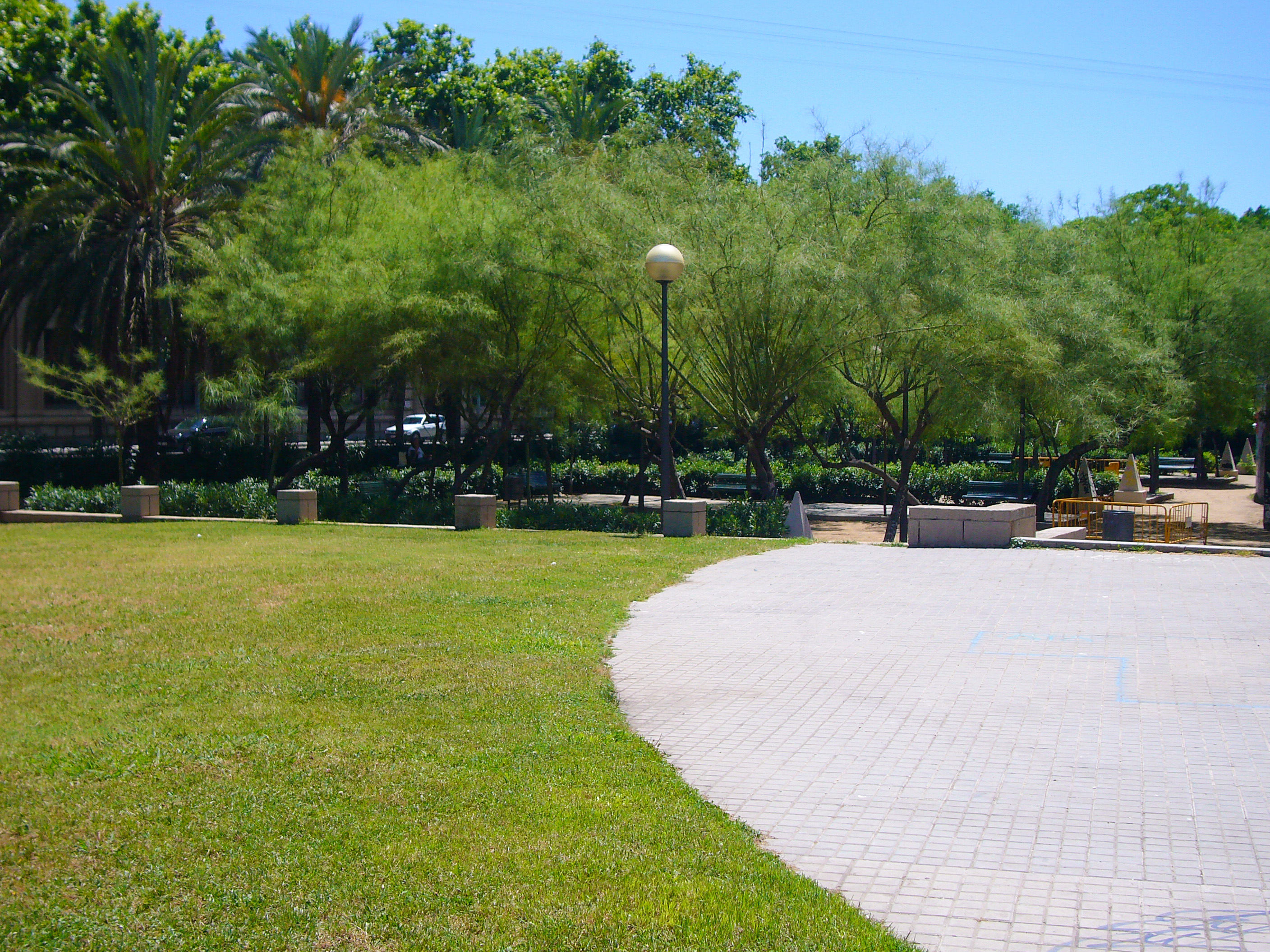
Paseo esplanada

Un paseo con doble hilera de "Plátanos" enlaza visualmente el itinerario desde los antiguos Astilleros (Drassanes) con las escalas de Miramar, construidas según proyecto de Jean Claude Nicolas Forestier.
Una primera hilera de palmeras acompaña un jardín interior que dibuja la sucesión de tres espacios diferenciados por la floración de los árboles, sobre un sinuoso fondo curvilíneo.
En este espacio los autores incorporaron dos elementos simbólicos de la historia de la montaña: una fuente en forma de taza que había formado el eje central de la avenida de Maria Cristina proyectada por el paisajista Forestier y la escultura «Marinada» de Antoni Alsina que formaba parte del diseño de la Exposición Internacional de 1929 como elemento icónico de los nuevos jardines. En la actualidad esta obra se encuentra en el lugar que inicialmente ocupaba en el espacio de los jardines del Umbráculo, en el paseo de Santa Madrona.

Tanto el tratamiento de los elementos materiales como algunas de las piezas o basamentos, se inscriben en la corriente "post moderna" por la aportación descontextualitzada de ciertos signos clásicos que caracterizó estos años y que los autores del proyecto también extenderían tres años después al parque de Can Sabaté de Barcelona. Algunos de los elementos materiales, diseñados para este proyecto, como las piezas del pavimento de reconstrucción granítica que definen la avenida de Josep Carner, fueron después utilizados en algunos de los espacios del Parque de la Villette en París.

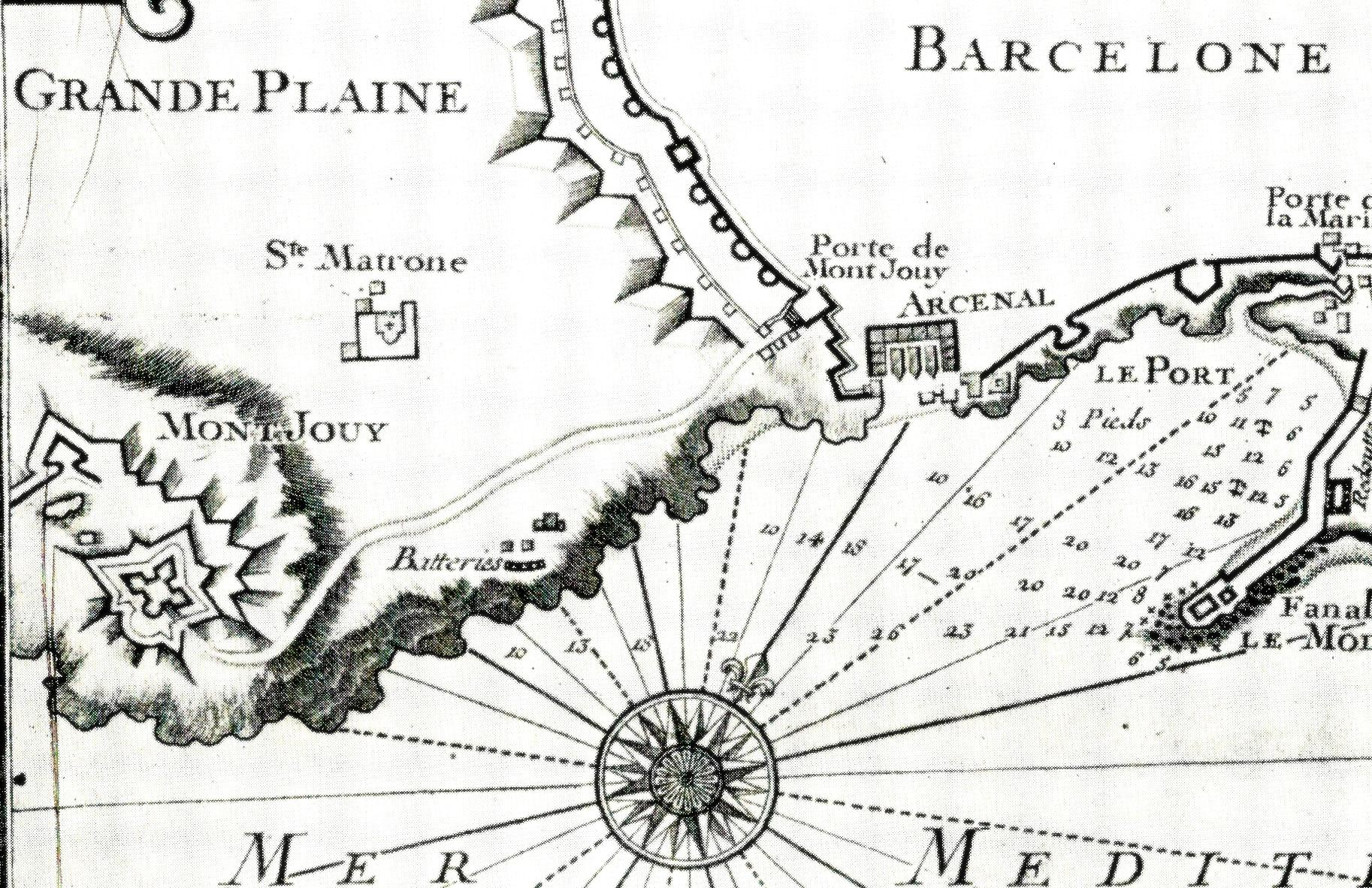
Puerta de Montjuïc (Porte de Mont Jouy - Santa Madrona) 1617
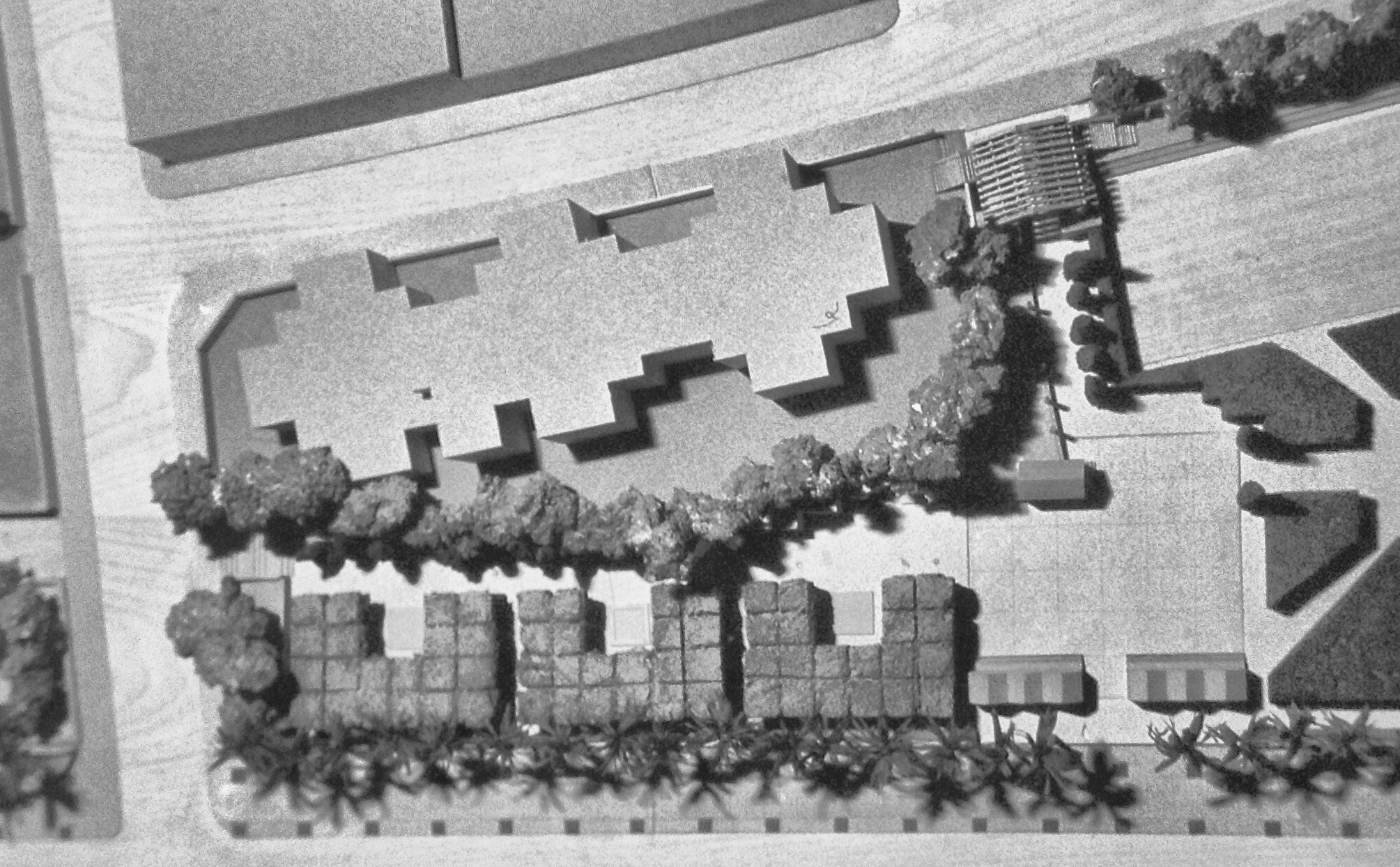
Modelo proyecto 1981
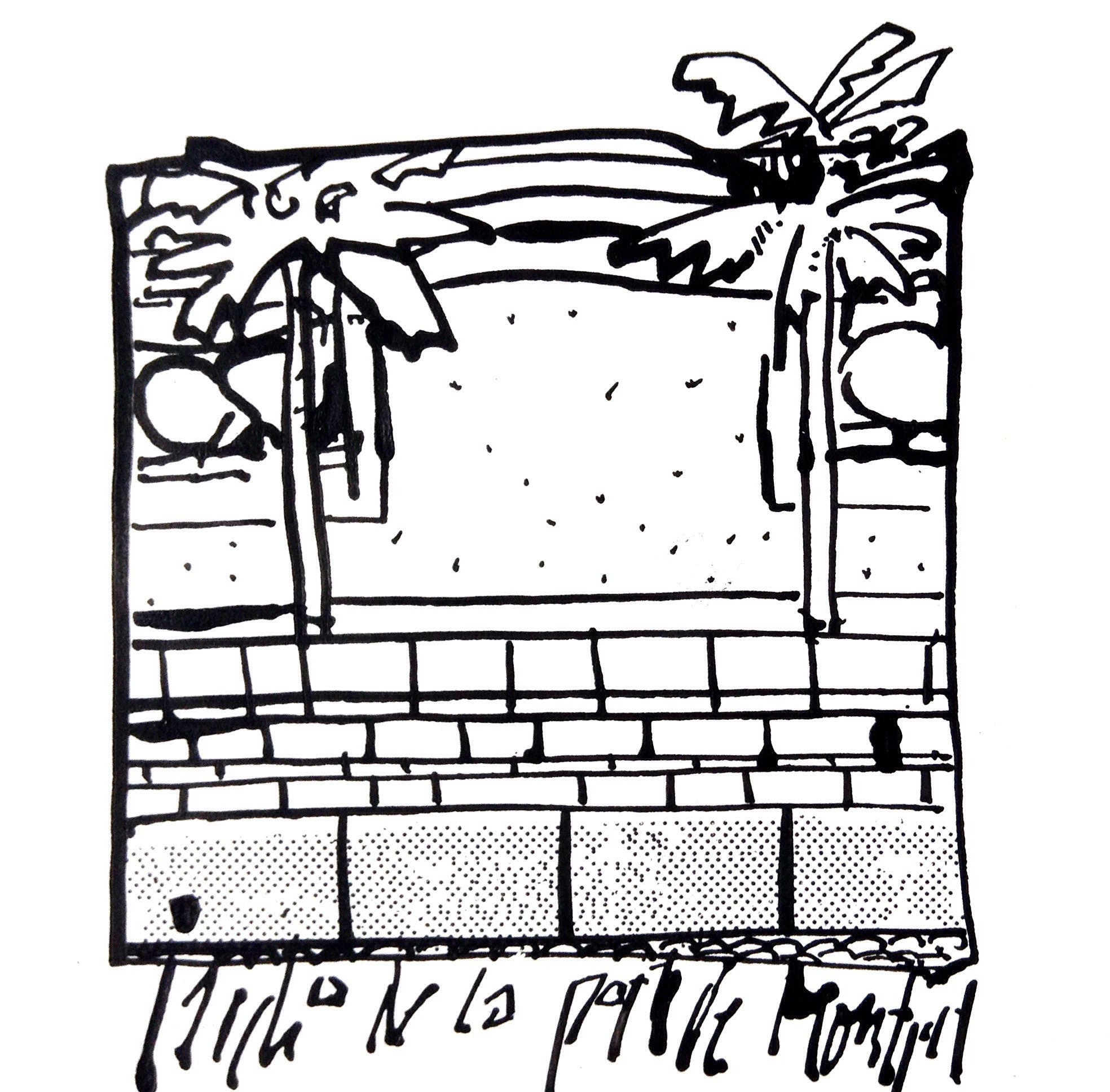
Dibujo muro paseo - D.Navas 1981
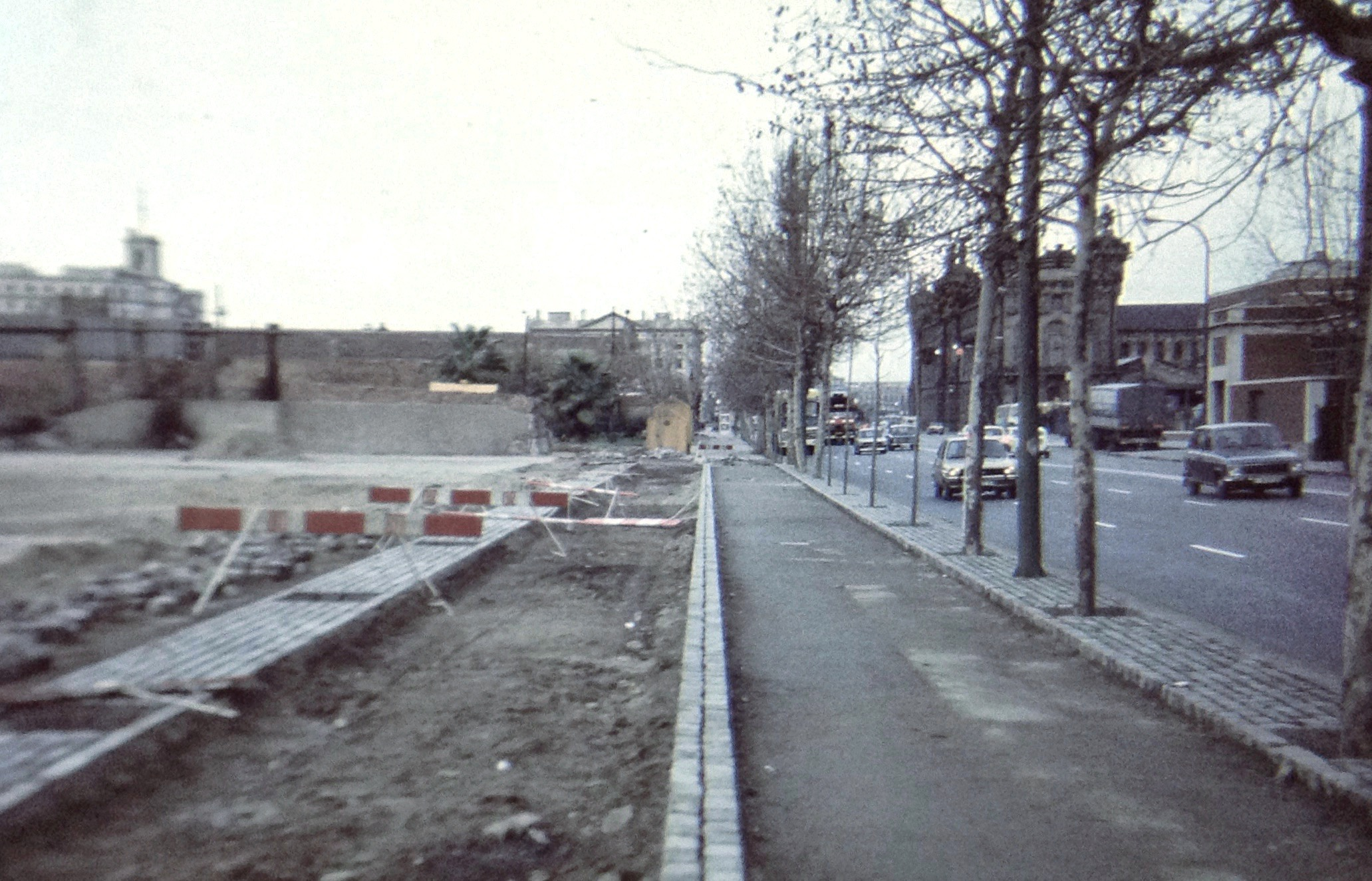
Construcción del paseo y jardín 1982
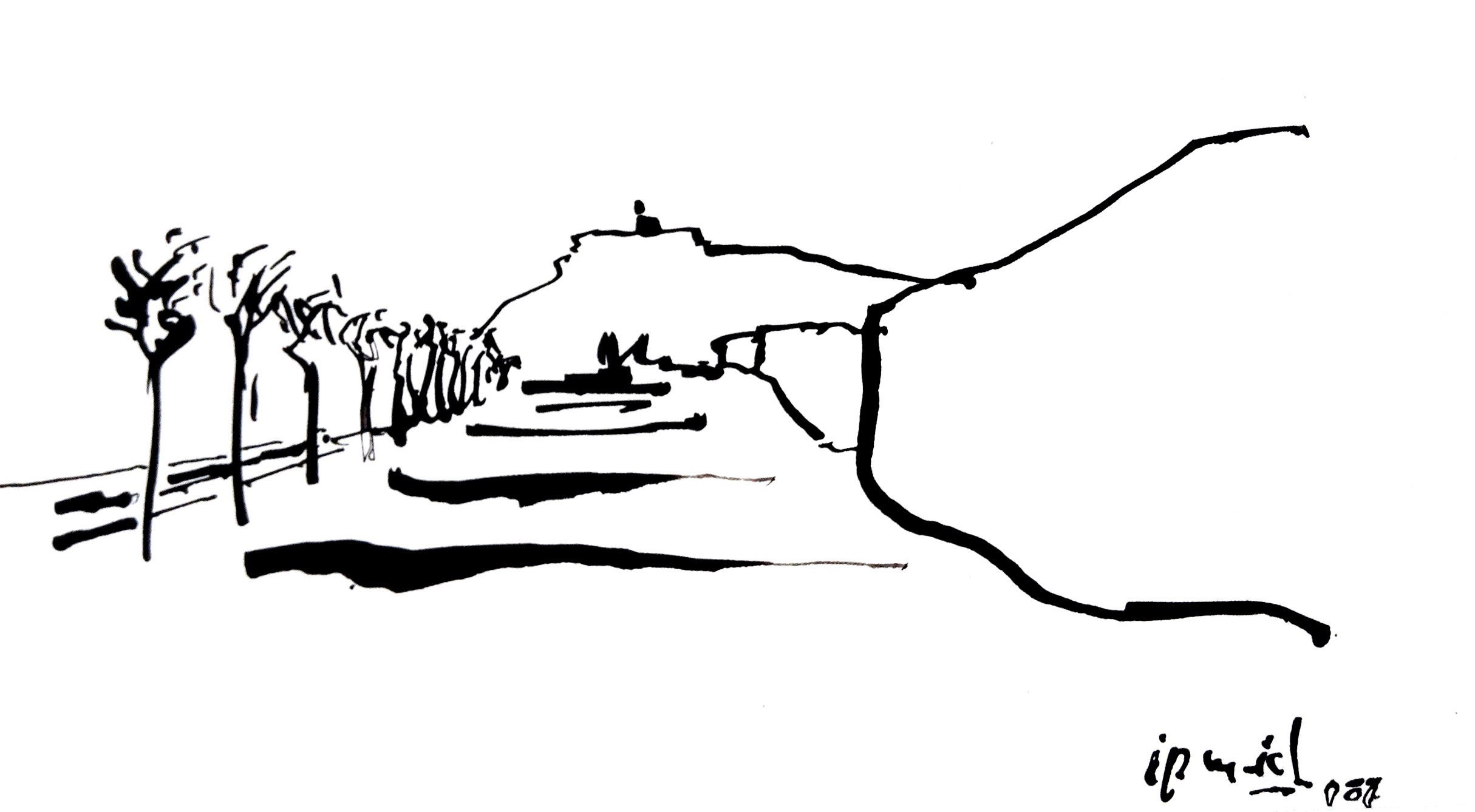
Perspectiva proyecto 1981
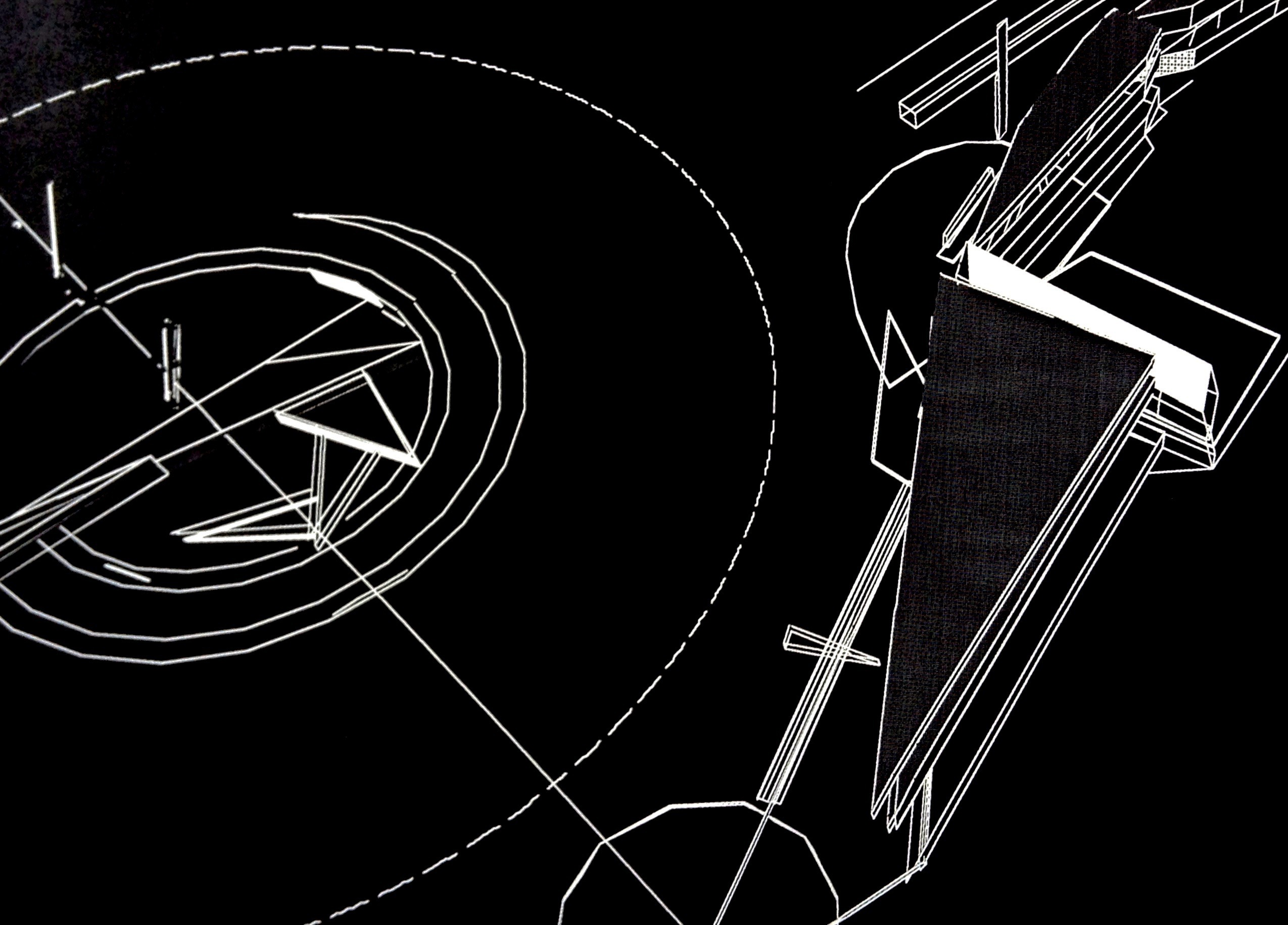
Proyecto 1991 ordenación plaza "Drassanes"
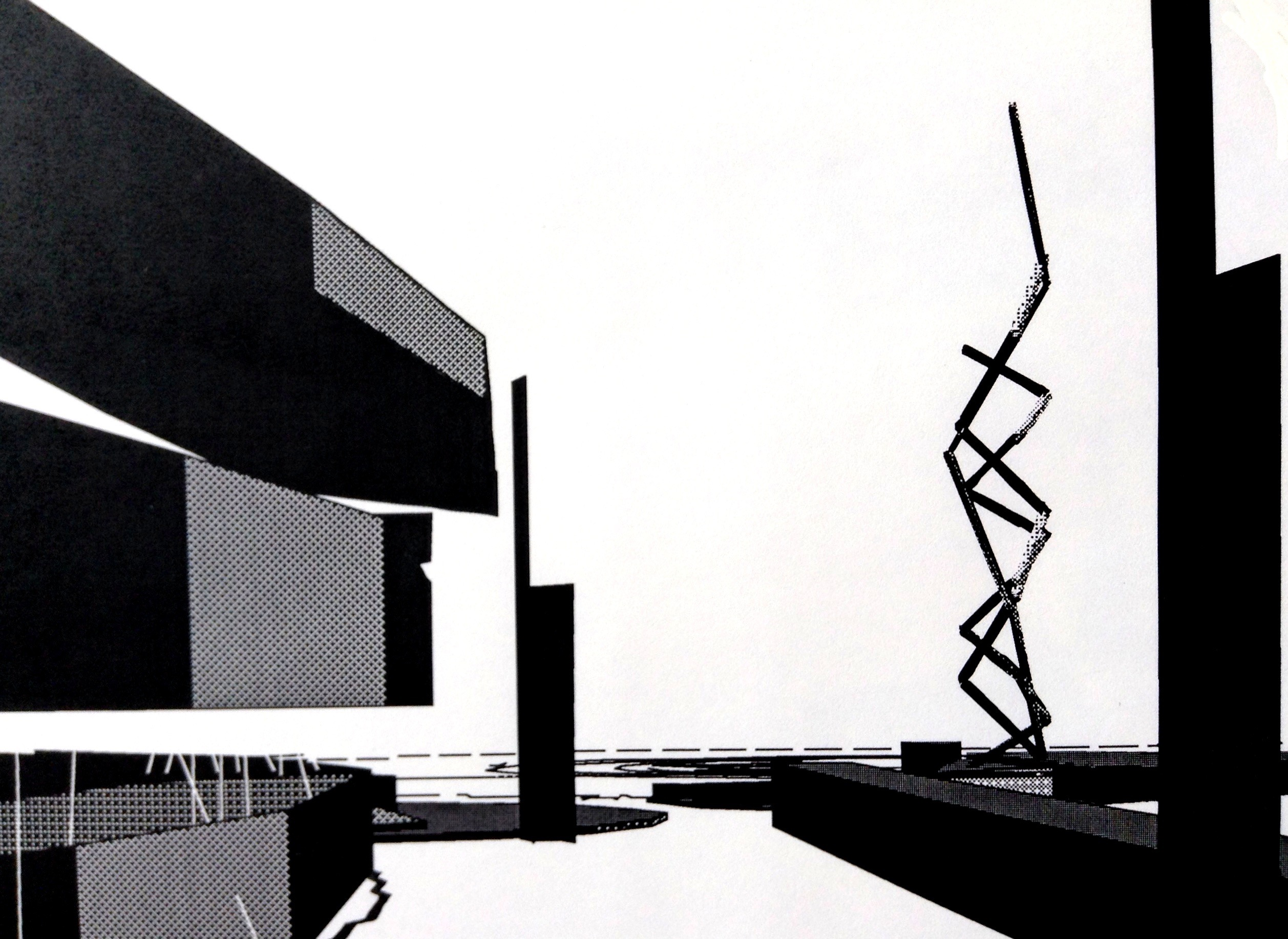
Proyecto 1991  plaza Drassanes, D.Navas, N.Solé
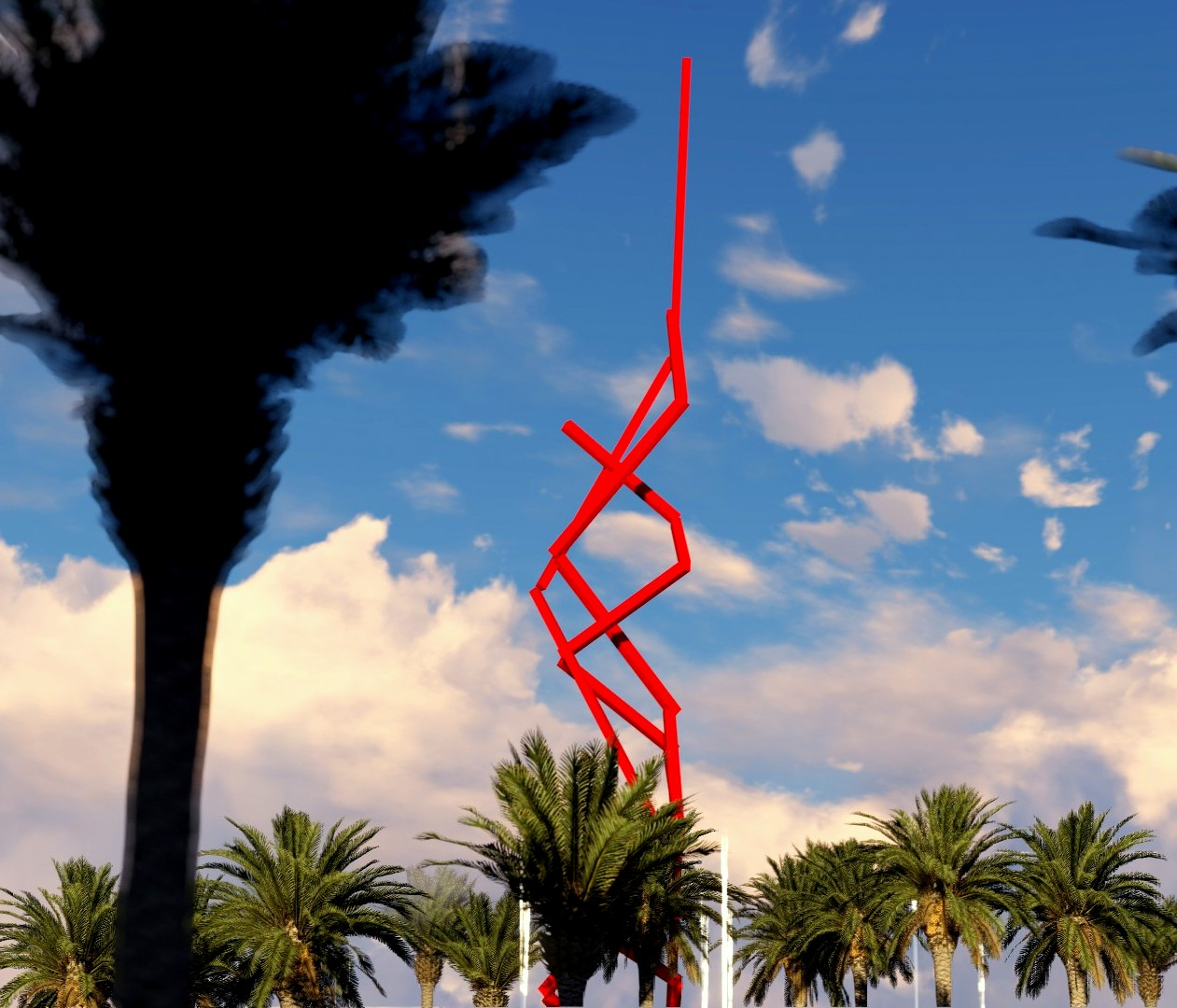
Proyecto de 1991. D.Navas, N.Solé
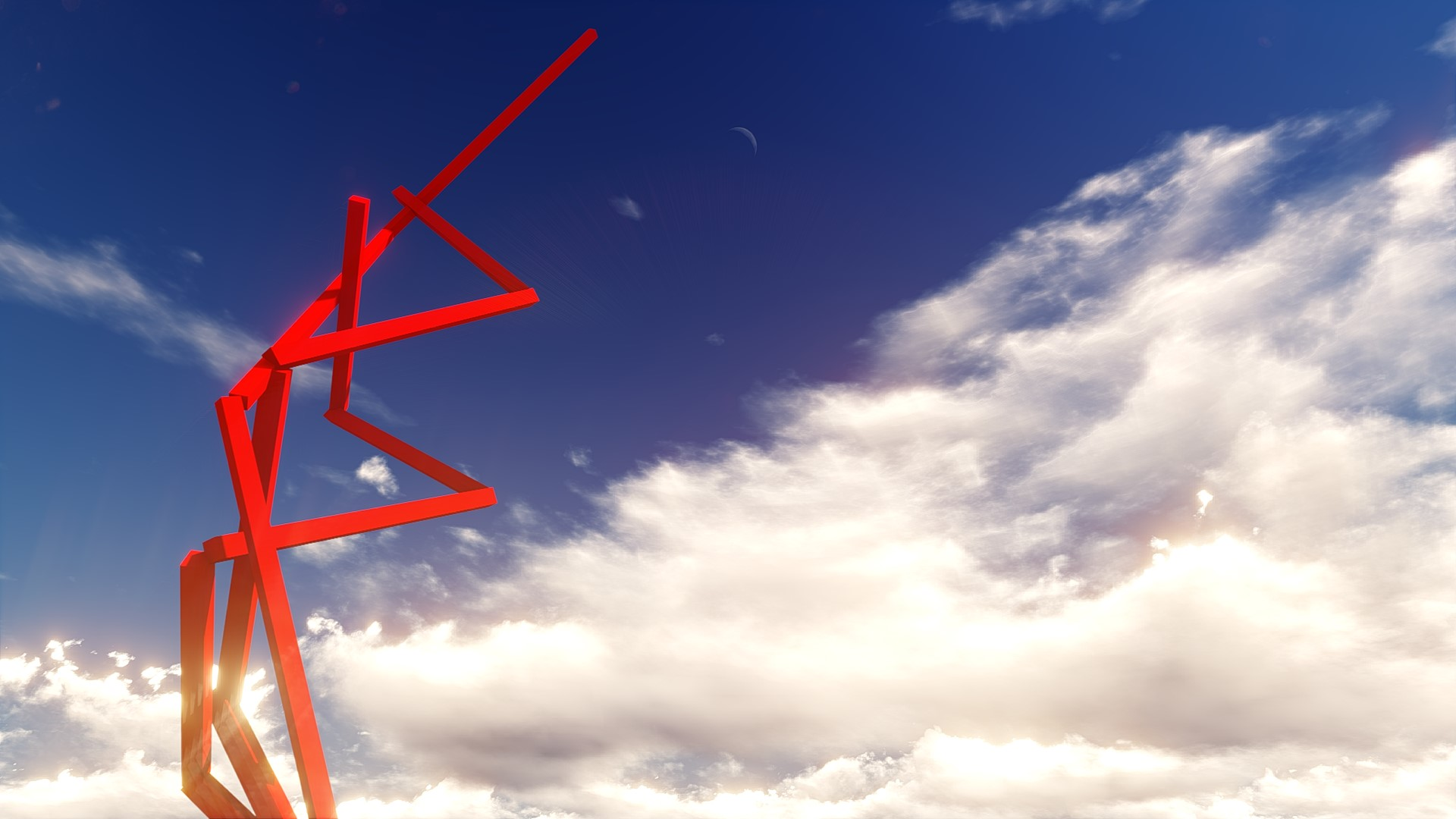
Escultura "Escala Roja" de D.Navas y N.Solé. elemento central del proyecto de 1991
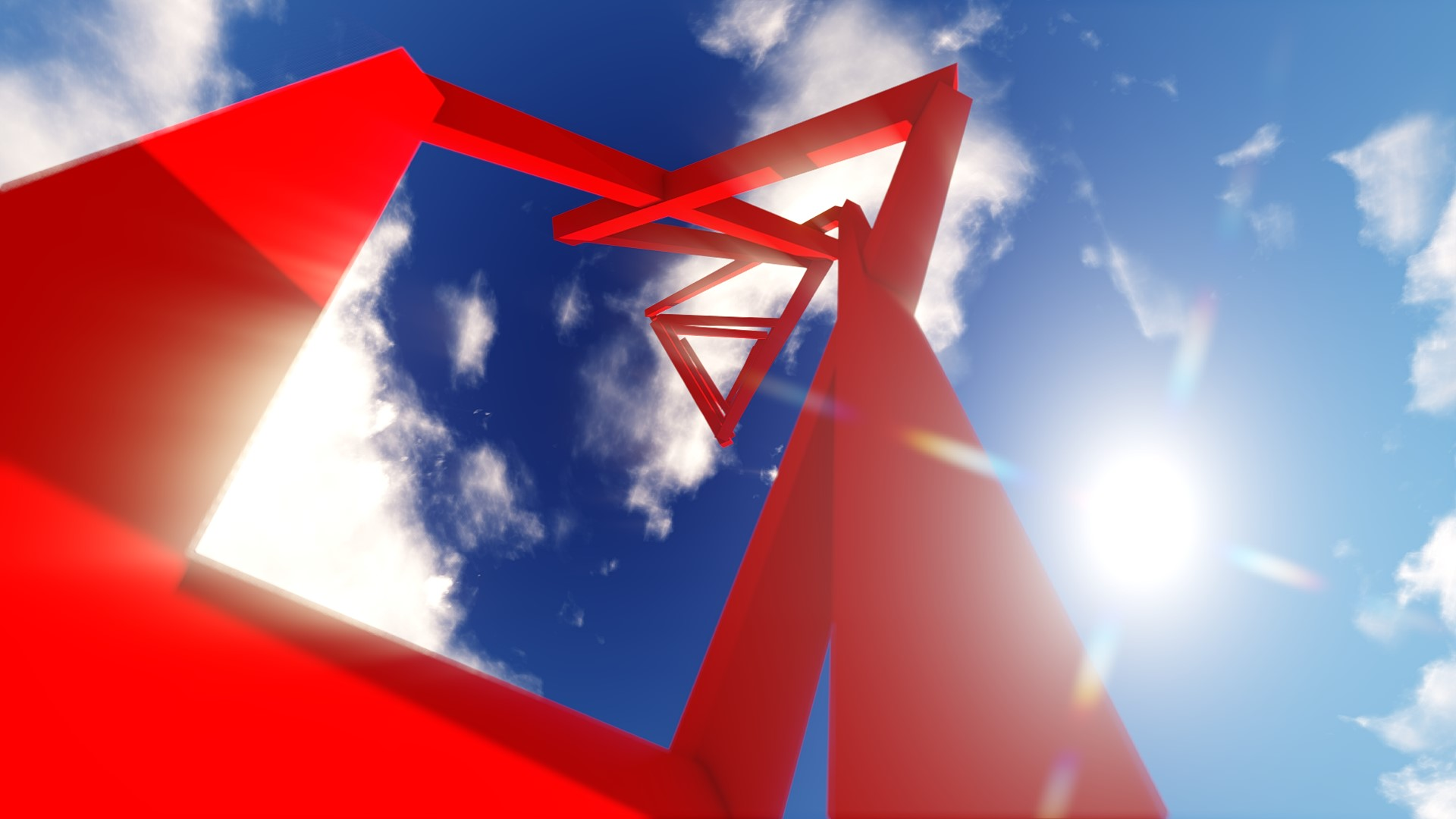
Detalle escultura "Escala Roja" del proyecto de 1991
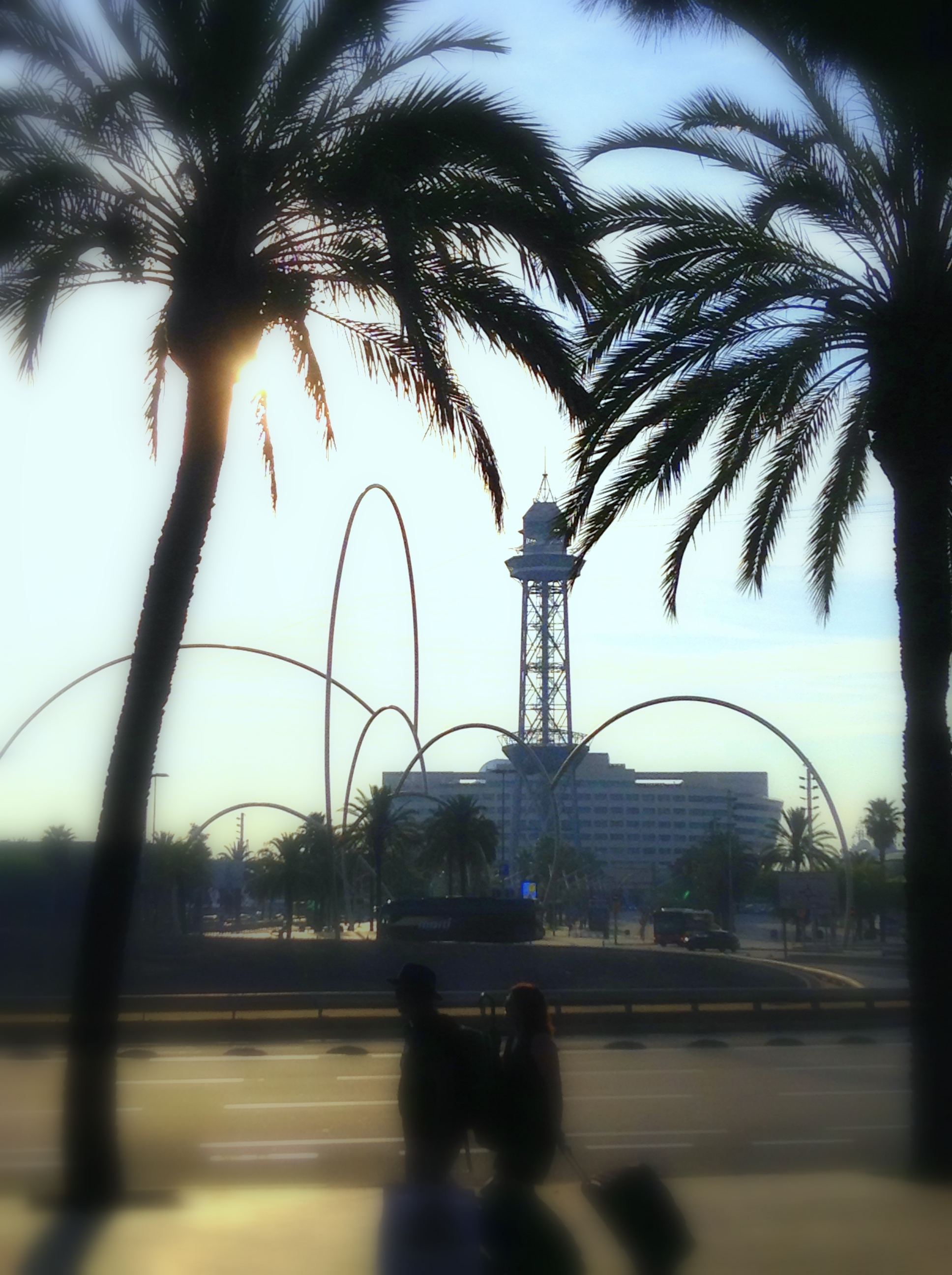
Perspectiva eje escultura A.Alfaro 2002

## Contexto
Este espacio se inscribe en el contexto de recuperación del espacio portuario que se inicia en este ámbito en 1981, y le sigue cinco años después la remodelación del Moll de la Fusta, obra del arquitecto Manuel de Solà-Morales.
Las obras de construcción de la Ronda Litoral en 1991, supusieron la incorporación de la infraestructura que modificó  los límites del actual jardín, dibujando la actual plaza de les Drassanes. Con ocasión de esta nueva infraestructura, los arquitectos Daniel Navas y Neus Solé proyectan para esta gran plaza, un elemento simbólico sobre la "aproximación de Barcelona al mar" con el diseño de una sucesión de plataformas de agua, que unen la cota de ciudad con el subsuelo de la ronda, ocupando todo el círculo central. Aparece por primera vez, una gran pieza escultórica de acero tubular, que arrancando de la base inferior, se levantaba hasta una altura de 63 metros. La complejidad del proyecto junto a la proximidad de los Juegos Olímpicos de 1992 introdujo la más pragmática solución de modificar el elemento alegórico del agua por el del carbón. Proyecto que materializaría el arquitecto Pedro Barragán. De hecho, durante algún tiempo este espacio se conoció como plaza de la Carbonera.
El gran elemento escultórico no se "materializaría" hasta el 2002 con lo obra Ones (Olas) de Andreu Alfaro que recupera la dimensión ascendente, con siete grandes arcos de acero inoxidable que se izan hasta 40 metros,  sobre el eje que da acceso a las estaciones marítimas y el World Trade Center Barcelona proyectado por el arquitecto neoyorquino Henry N. Cobb en 1988 e inaugurado en 1999.

## Vegetación
Encontramos en estos jardines algunas especies como el Espinillo (Parkinsonia aculeata), el árbol del amor (Cercis siliquastrum), la acacia (Robinia pseudoacacia) y algunas palmeras como la datilera, entre otros especies como el árbol de la lana (Ceiba speciosa) y el palo borracho blanco (Ceiba insignis).

## Galería

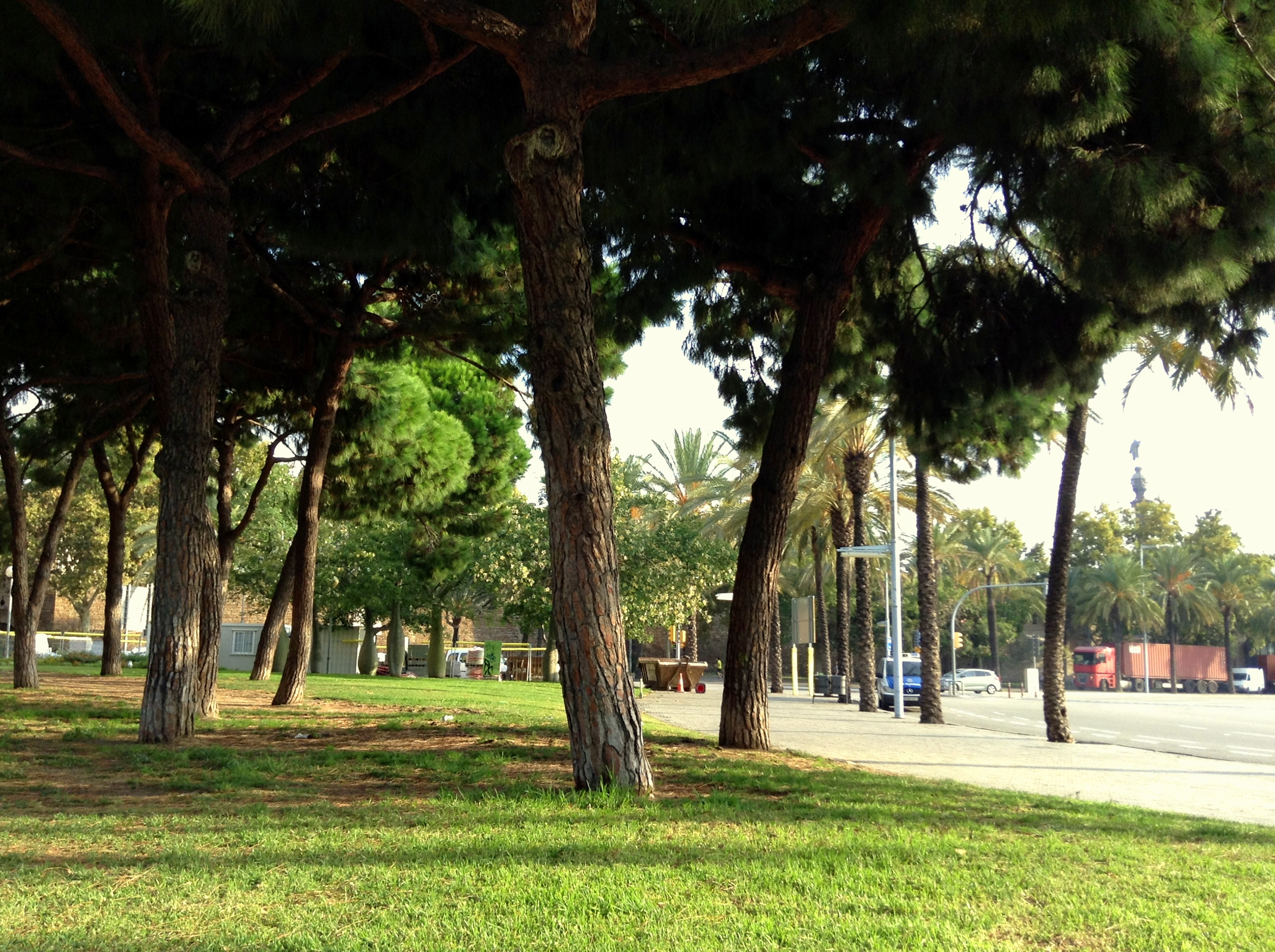
Pinos explanada Astilleros
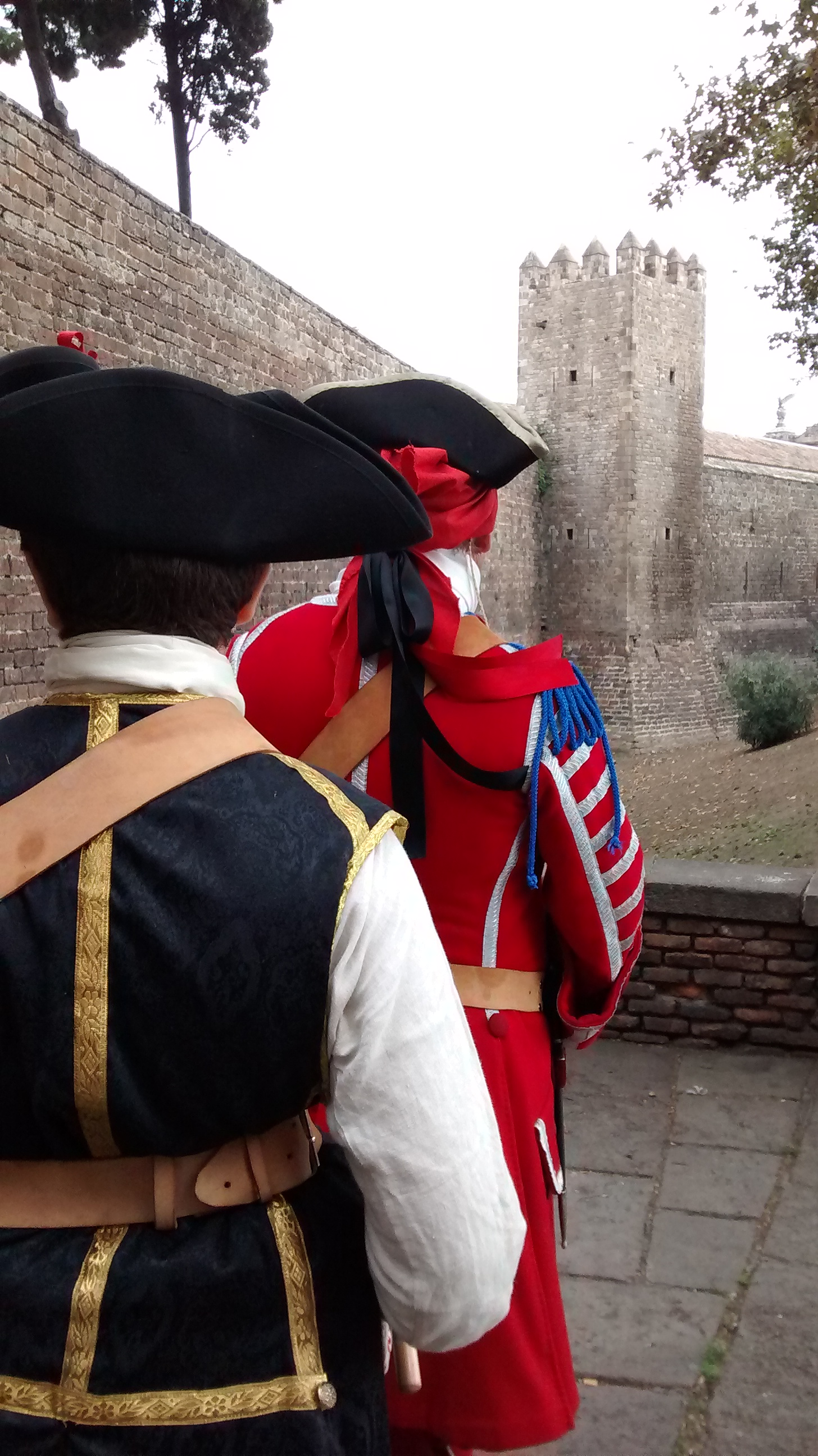
Puerta de Montjuïc y muralla
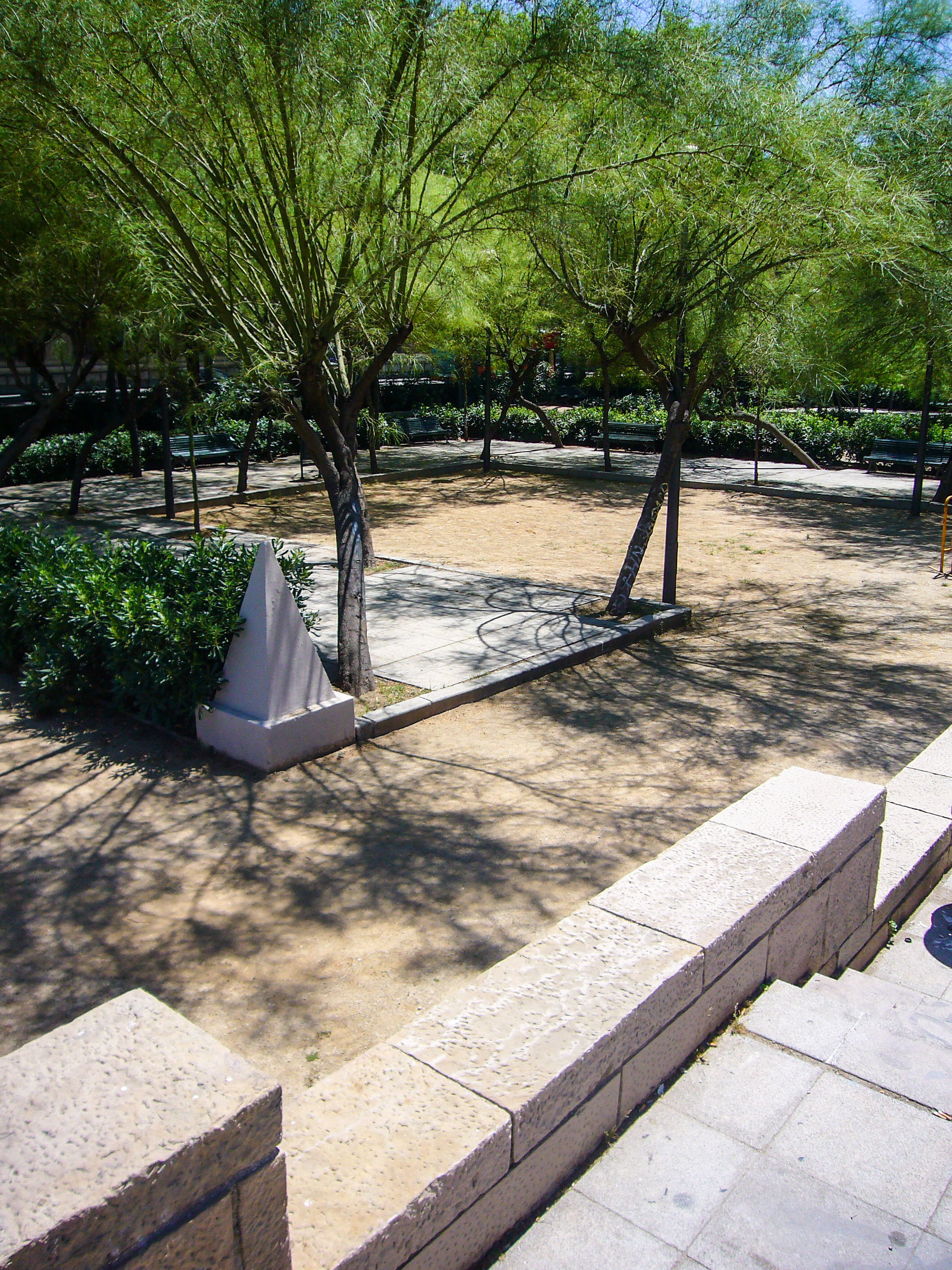
Escala jardín interior
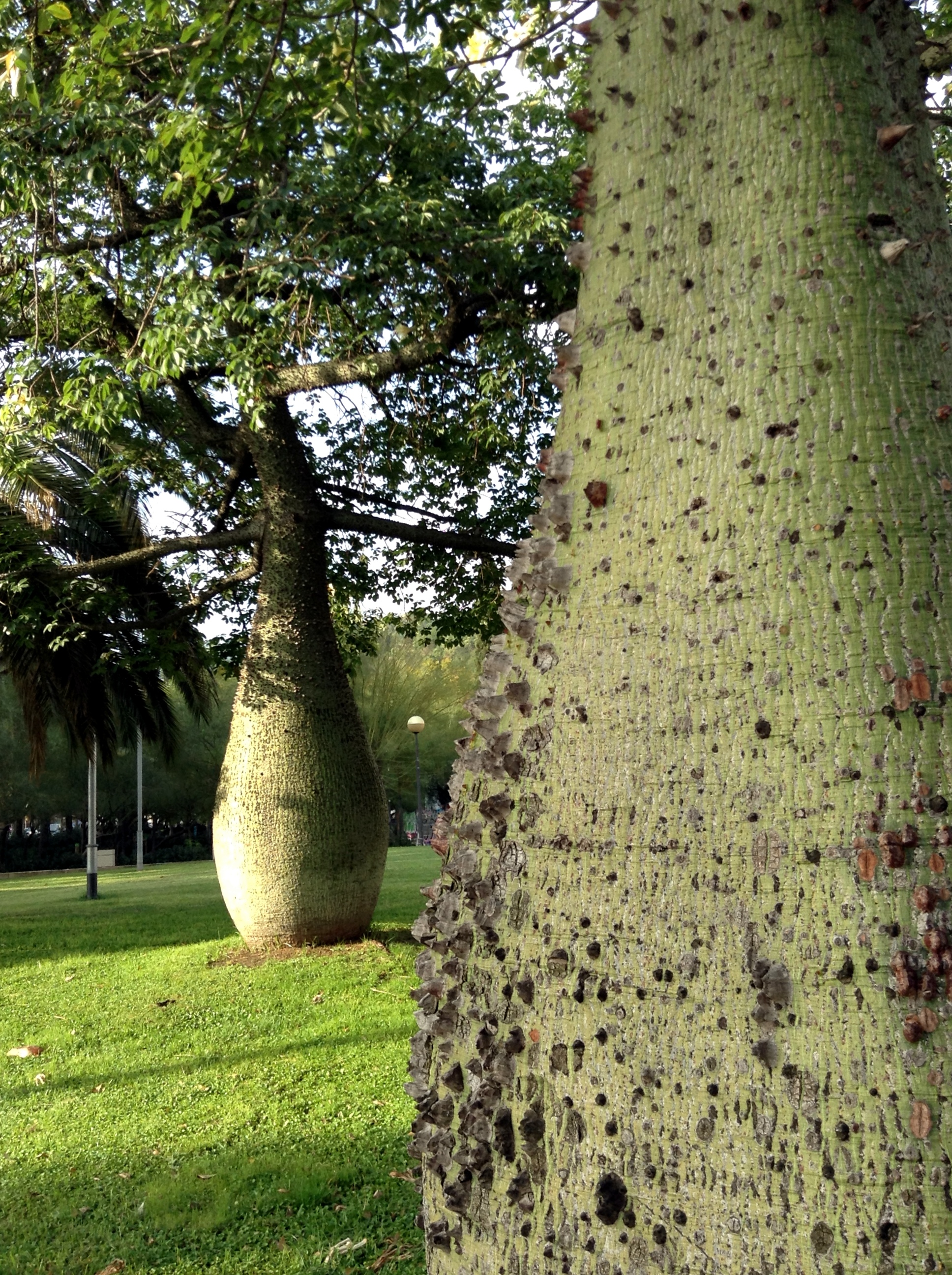
Ceiba insignis (Palo borracho blanco)
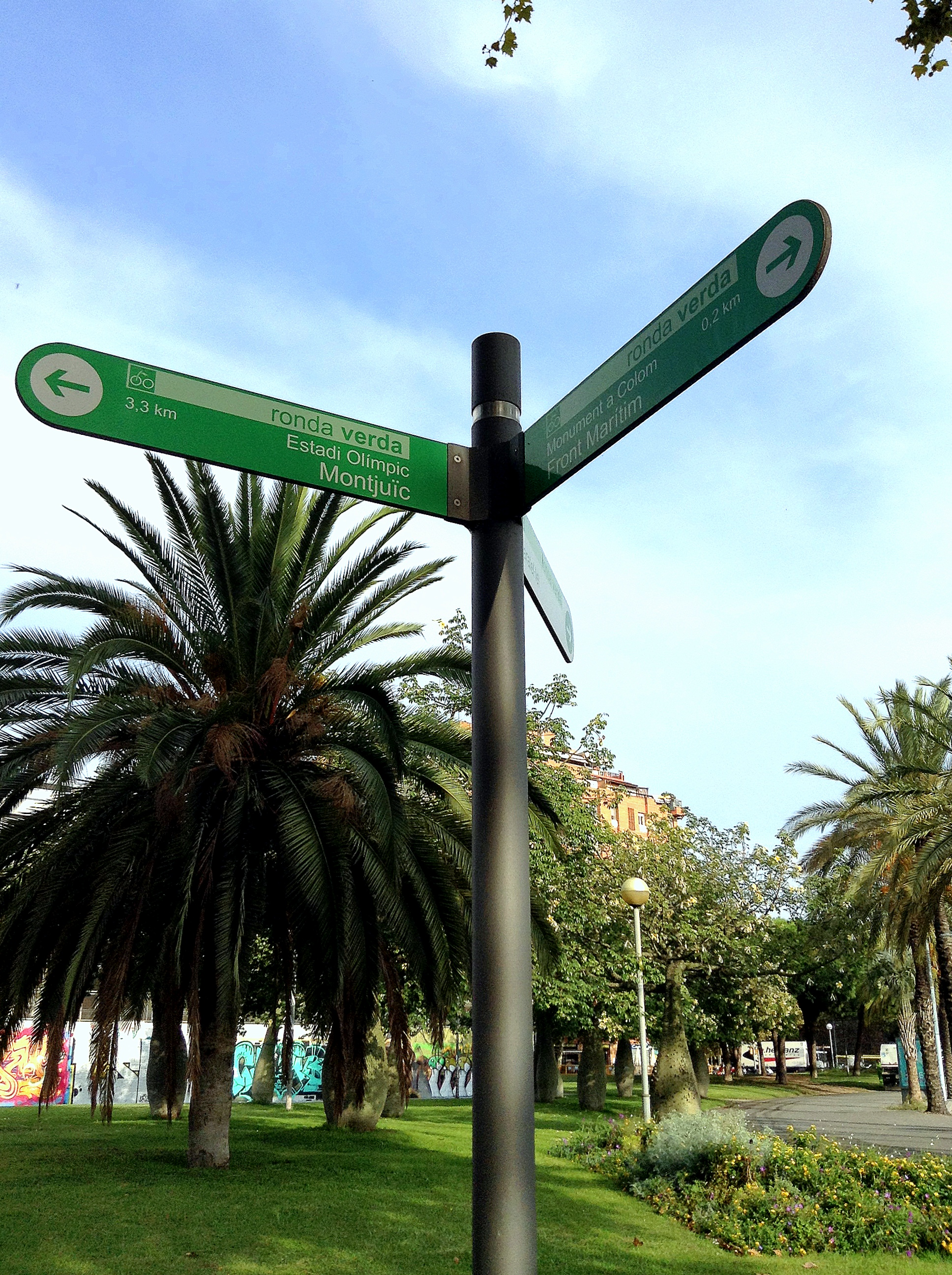
Indicador recorridos verdes
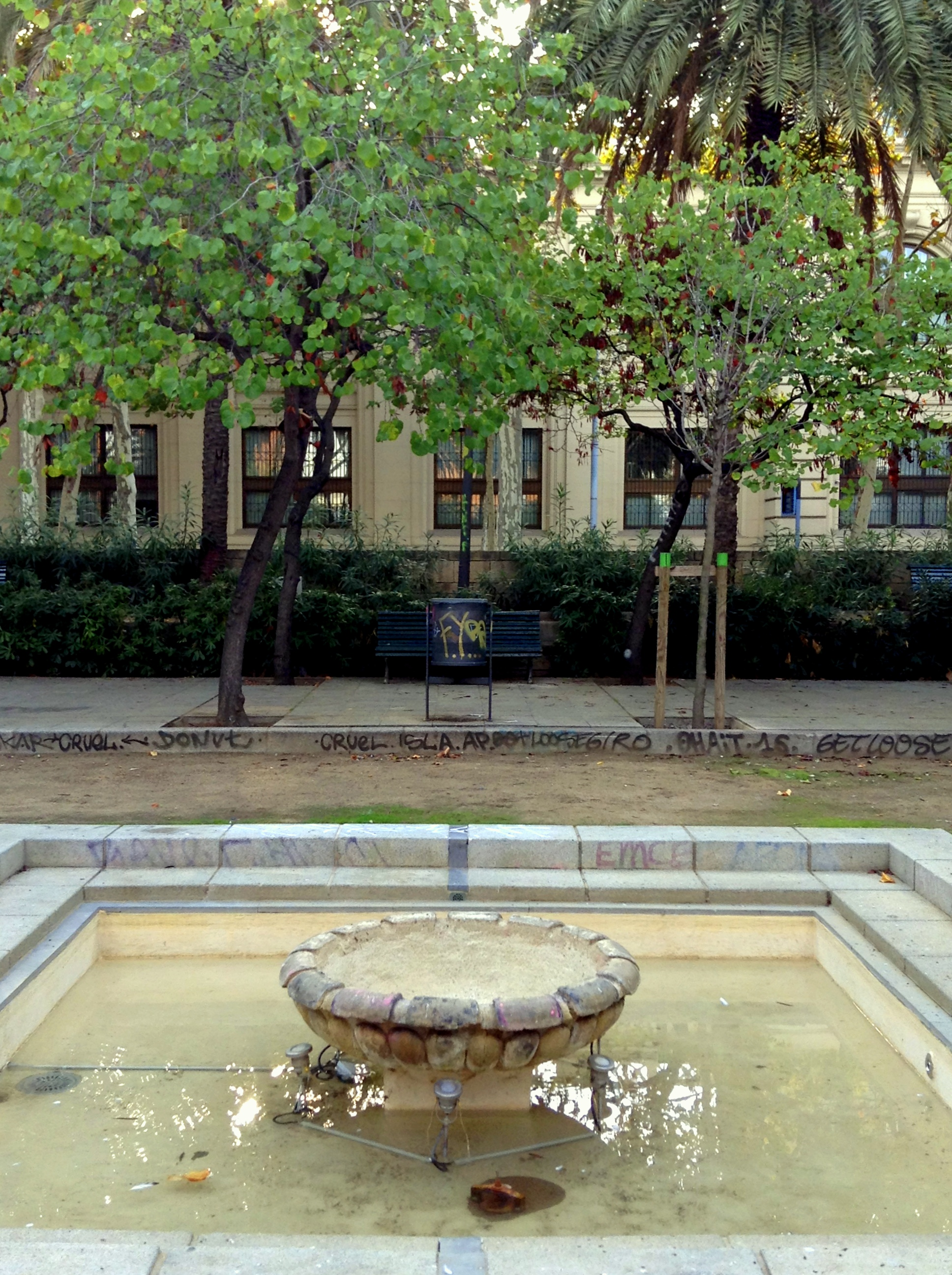
Font J.C.N. Forestier
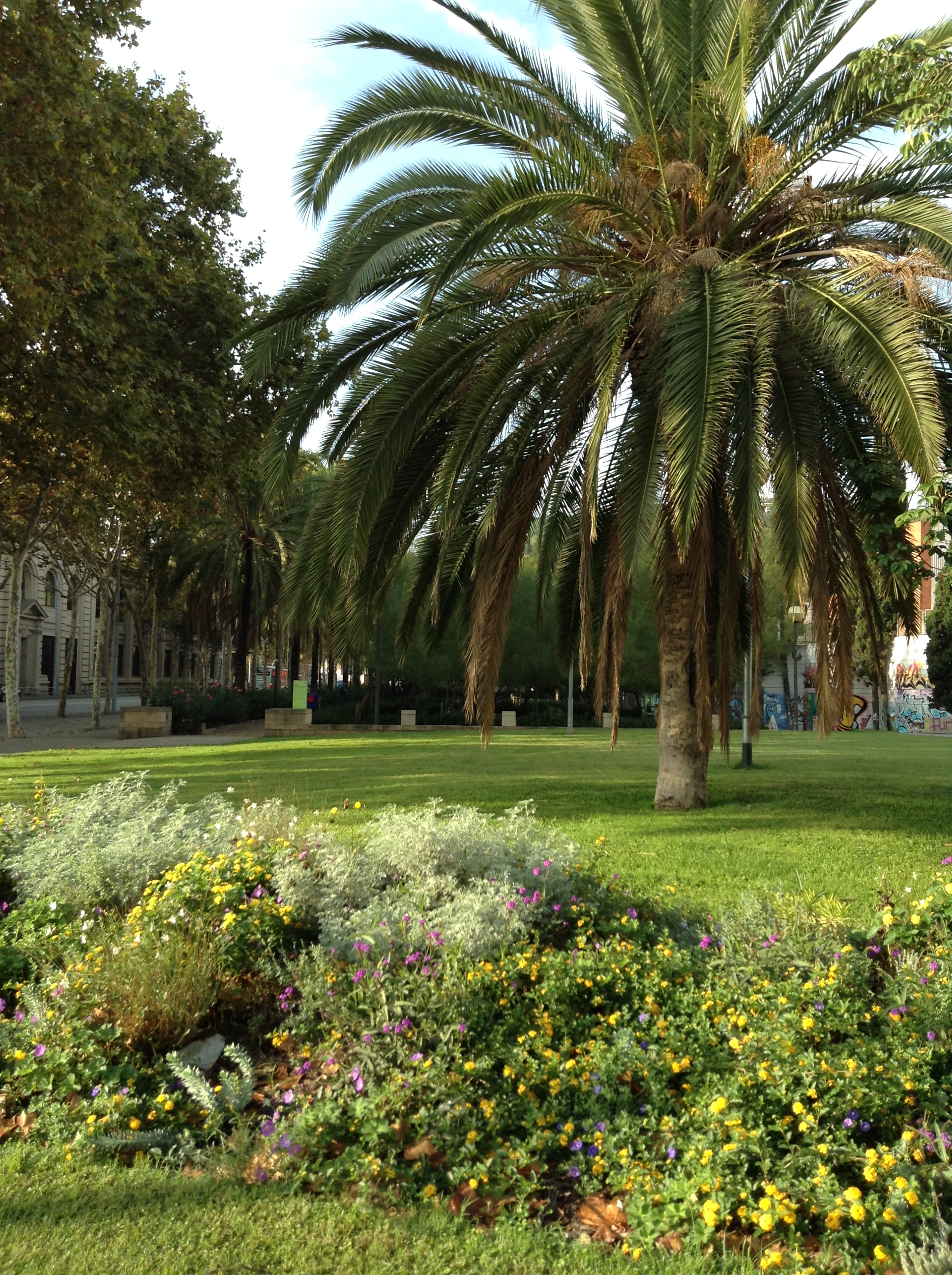
Explanada verde
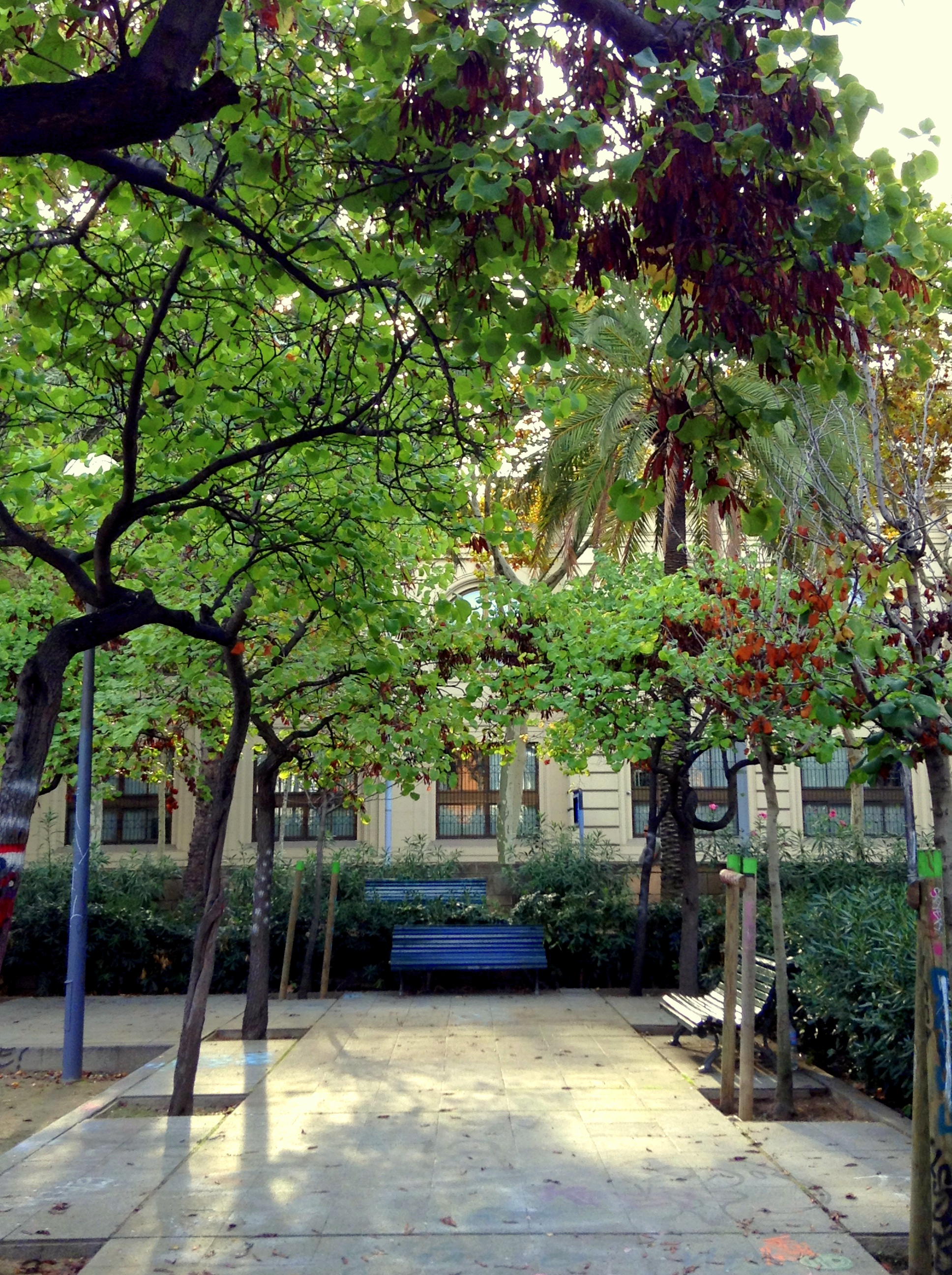
Espacio de descanso
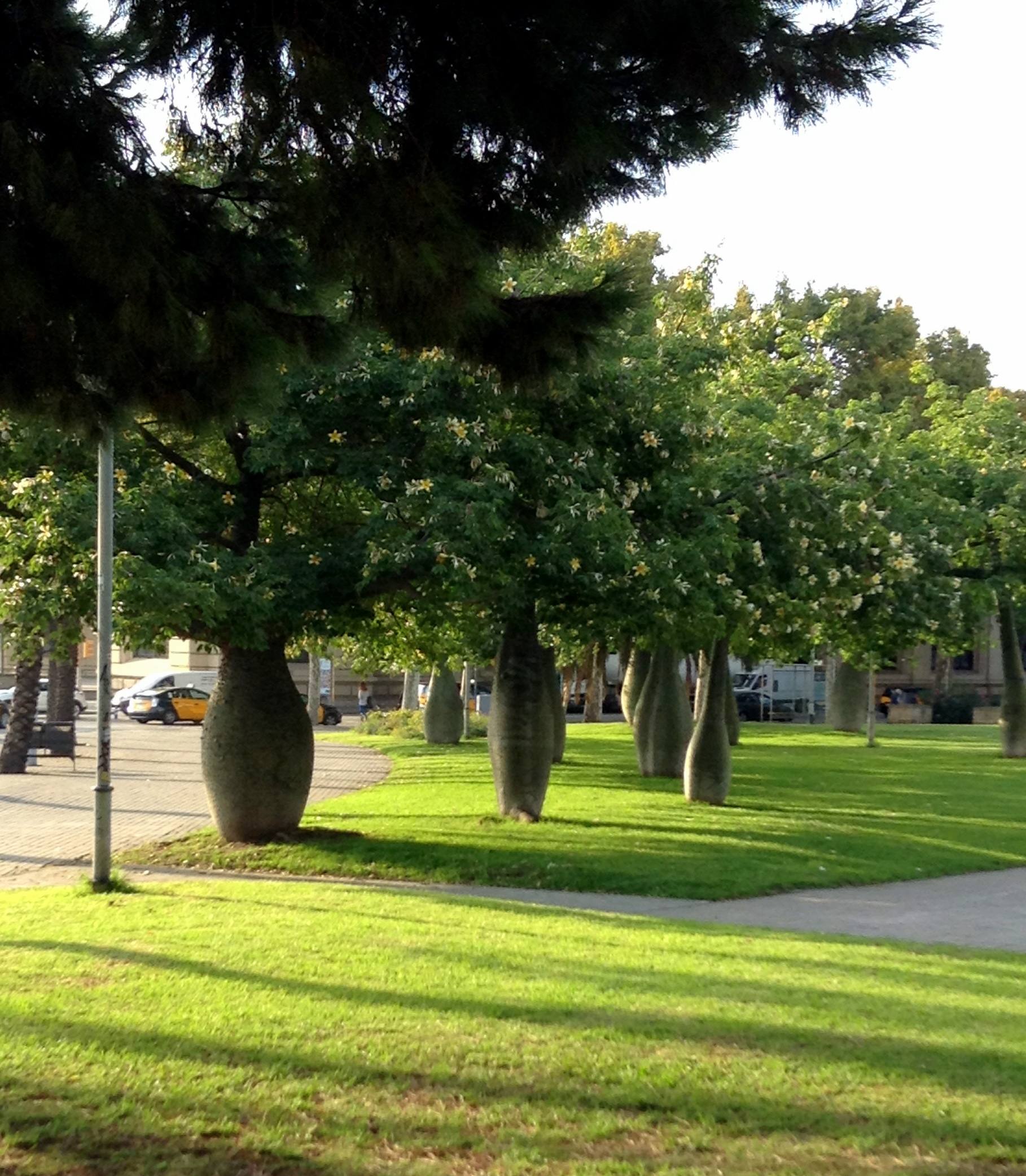
Explanada transición
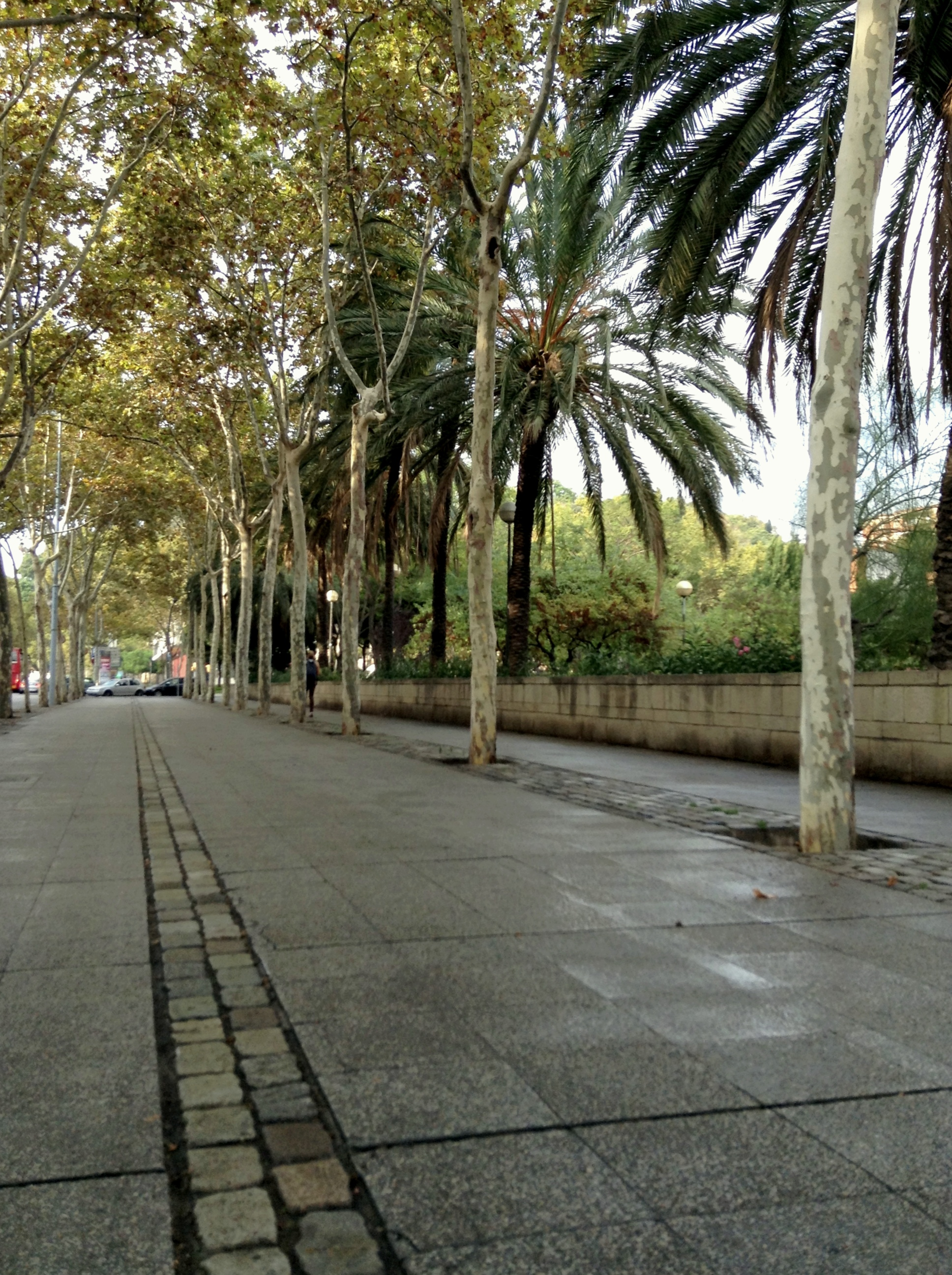
Espacio paseo exterior
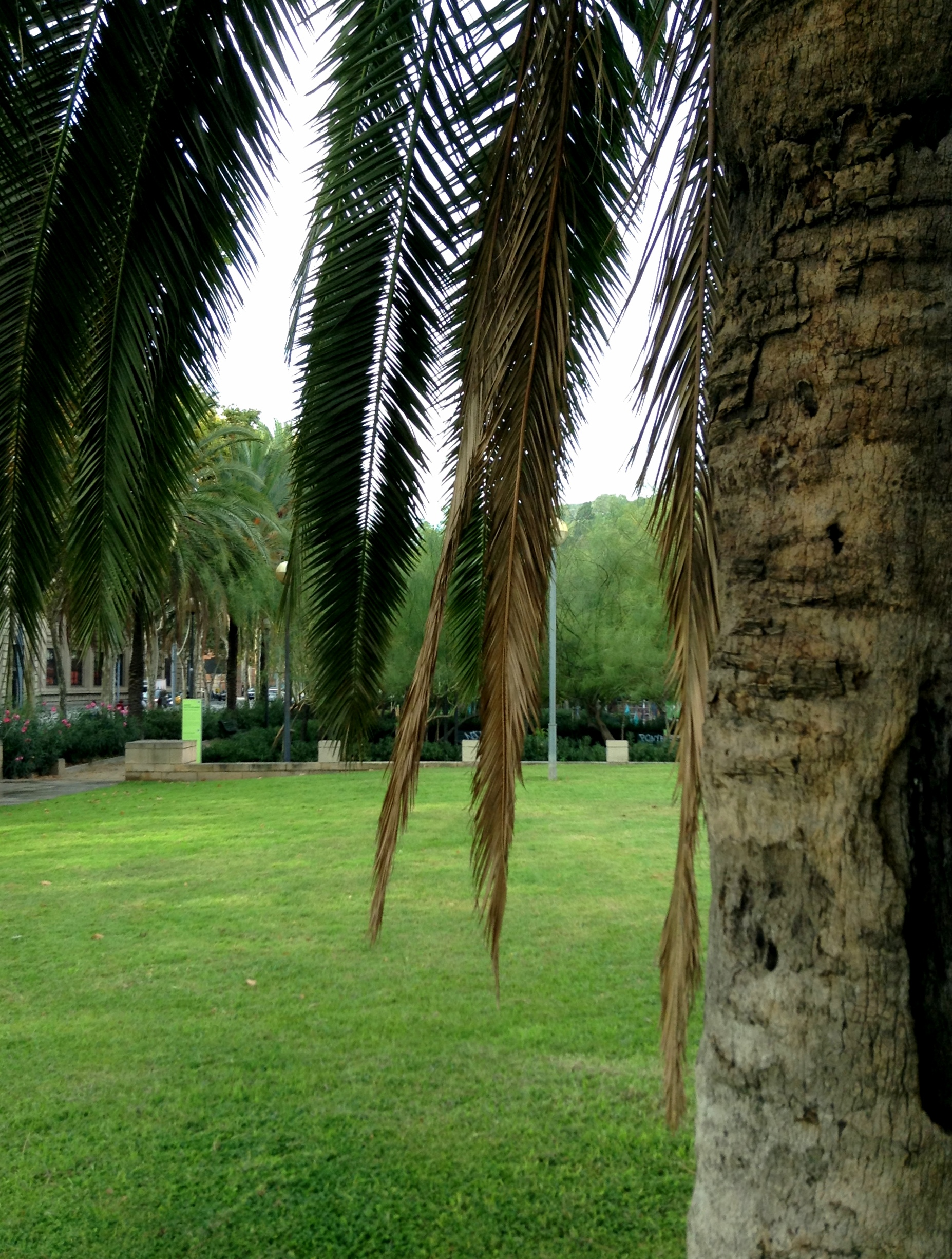
Palmera en explanada